# Sárga nárcisz
A sárga nárcisz vagy csupros nárcisz (Narcissus pseudonarcissus) az egyszikűek (Liliopsida) osztályának spárgavirágúak (Asparagales) rendjébe, ezen belül az amarilliszfélék (Amaryllidaceae) családjába tartozó faj.

## Előfordulása

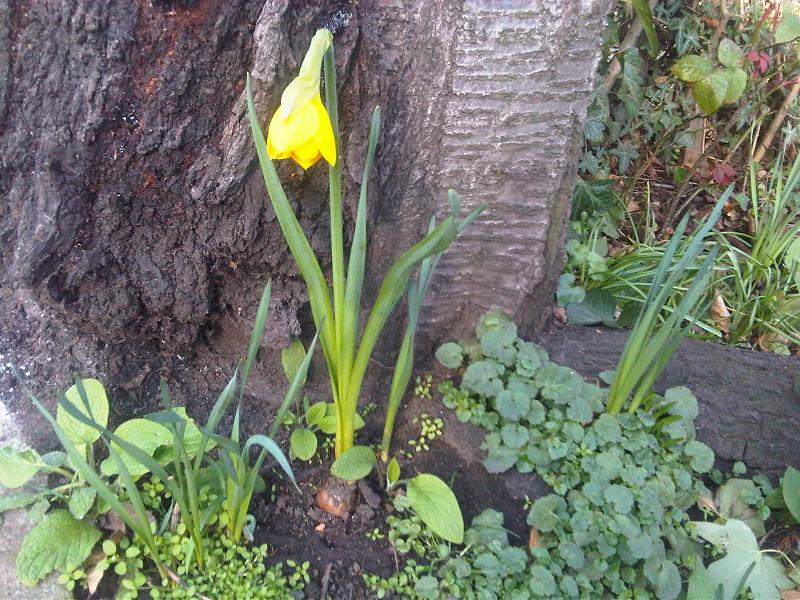
Fiatal példány; jól látszik a hagymája, szára, levelei és virága

A sárga nárcisz természetes előfordulási területe Nyugat-Európa, Spanyolországtól és Portugáliától Németországig, valamint északon Anglia és Wales. Manapság Olaszországban, Azerbajdzsánban és a Madeira-szigeteken is vannak vad állományai. Kedvelt dísznövény, és Európában egyéb helyekre is betelepítették. Vadon az erdőket, füves helyeket és a sziklás területeket kedveli. Az Egyesült Királyságban, állománya a 19. századtól egyre csökken; ez a mezőgazdaság terjedésének, az erdőirtásnak és a gyökerestül való begyűjtésének köszönhető. 1981-ben Németországban az év növényének választották meg és ekkor felhozták a figyelmet a veszélyeztetettségére. Angliában a legnagyobb sárga nárcisz állományok a North York Moors Nemzeti Parkban és a Dove folyó partján találhatók.
Más kontinensekre is betelepítették.

## Alfajai
Több alfaja is létezik, de pontos számuk nem ismert, mivel a botanikusok nem értenek egyet az alfajok számában. Ezt megnehezíti a rengeteg termesztett változat is. Az alfajok közül a N. p. ssp. obvallaris-t néha külön fajnak tekintik, de ez valószínűleg egy termesztett változat, amely manapság vadon is nő Wales délnyugati részén.
A legvalószínűbb 7 alfaj:
- Narcissus pseudonarcissus subsp. bicolor (L.) Baker
- Narcissus pseudonarcissus subsp. leonensis (Pugsley) Fern.Casas & Laínz
- Narcissus pseudonarcissus subsp. minor (L.) Baker
- Narcissus pseudonarcissus subsp. moschatus (L.) Baker
- Narcissus pseudonarcissus subsp. nobilis (Haw.) A.Fern.
- Narcissus pseudonarcissus subsp. pallidiflorus (Pugsley) A.Fern.
- Narcissus pseudonarcissus subsp. pseudonarcissus

## Megjelenése
A sárga nárcisz évelő növény, amely egy hagymából nő ki. A virág szirmai világos sárgák, közepén, sötétebb sárga tölcsér emelkedik ki. A hosszú és keskeny levelek kissé szürkés színűek és a szár tővéből nőnek ki.

## Címernövényként
Wales és Gloucestershire megye címernövénye.

## Veszélyként
Mint a legtöbb nárcisz, a sárga nárcisz is tartalmaz likorin nevű alkaloid mérget. Ez főleg a hagymában és a levelekben található. Emiatt a növény nem fogyasztható.

## Hibridei
- Narcissus × backhousei
- Narcissus × bakeri
- Narcissus × fenzii
- Narcissus × humei Baker (1888) = Narcissus hispanicus Gouan × Narcissus pseudonarcissus
- Narcissus × margaritae
- Narcissus × monochromus P.D.Sell (1996) = Narcissus cyclamineus DC. × Narcissus pseudonarcissus
- Narcissus × nelsonii M.Vilm. (1884) = Narcissus hispanicus Gouan × Narcissus poeticus L. × Narcissus pseudonarcissus
- Narcissus × odorus L. (1756) = Narcissus jonquilla × Narcissus pseudonarcissus
- Narcissus × taitii Henriq. (1887) = Narcissus pseudonarcissus × Narcissus triandrus L.
- Narcissus × victoriae

## Képek

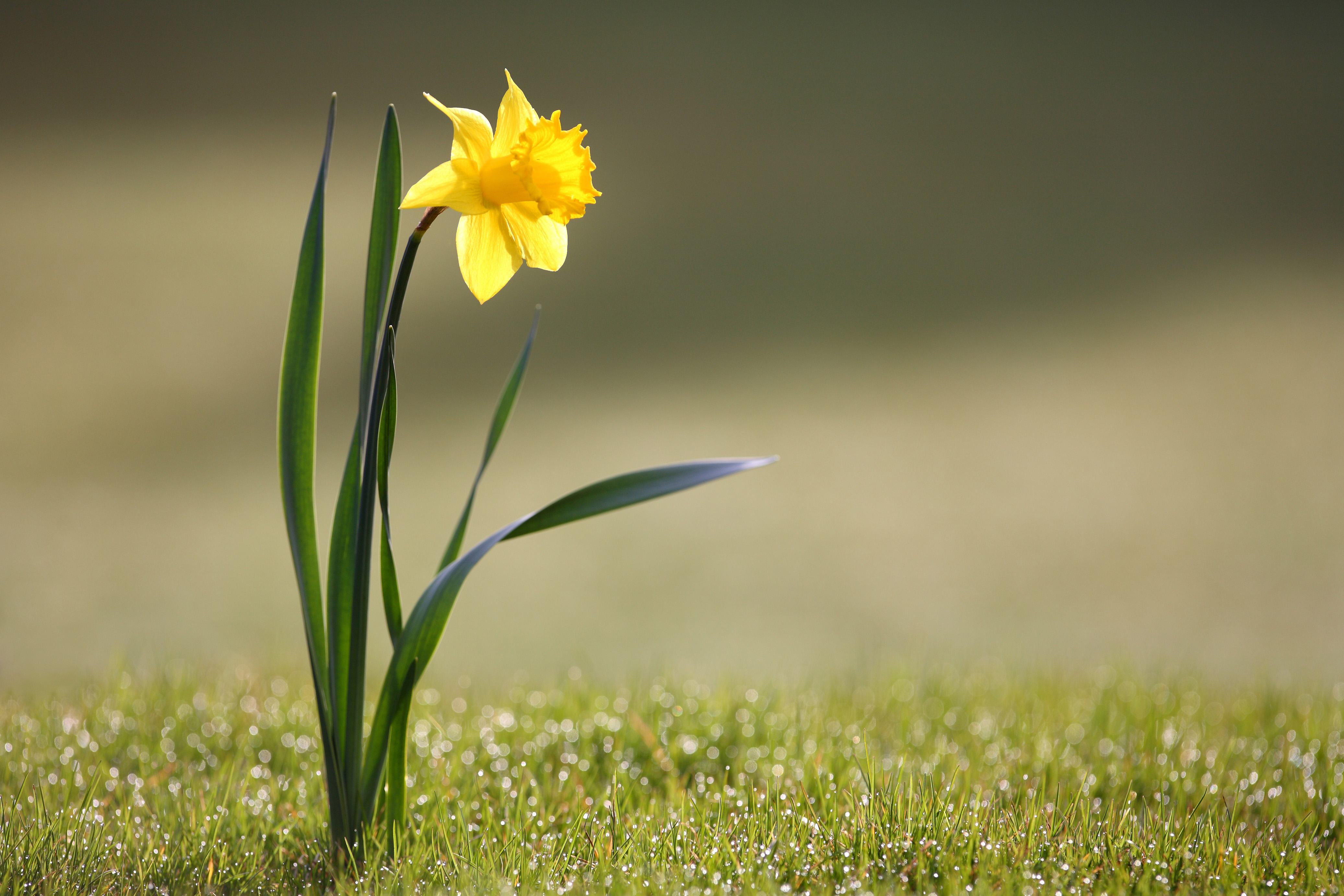
A növény
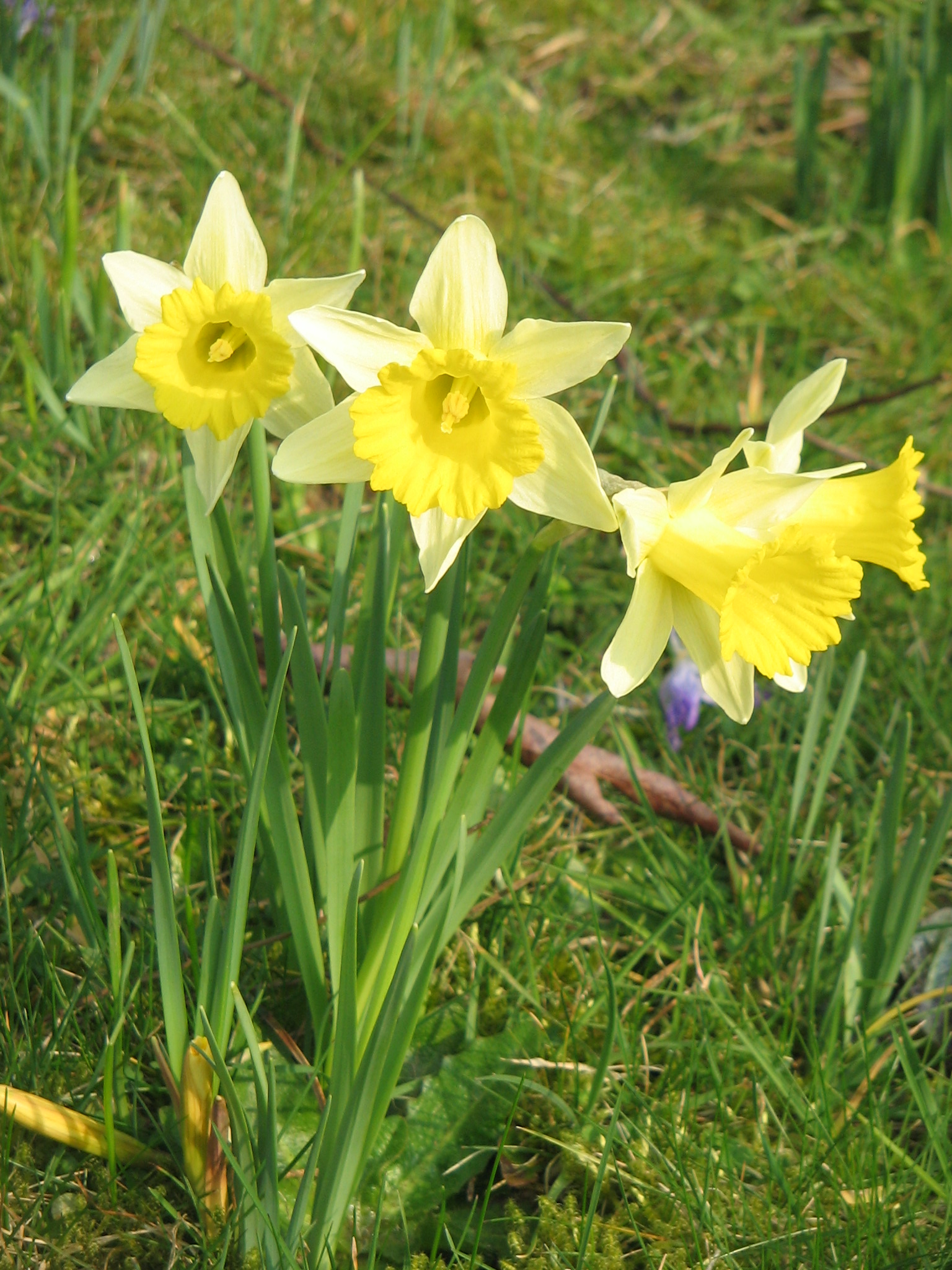
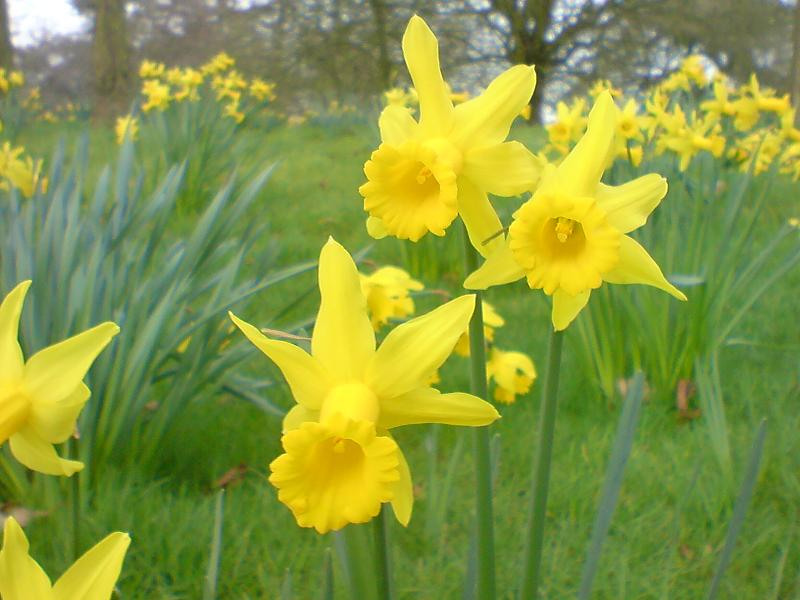
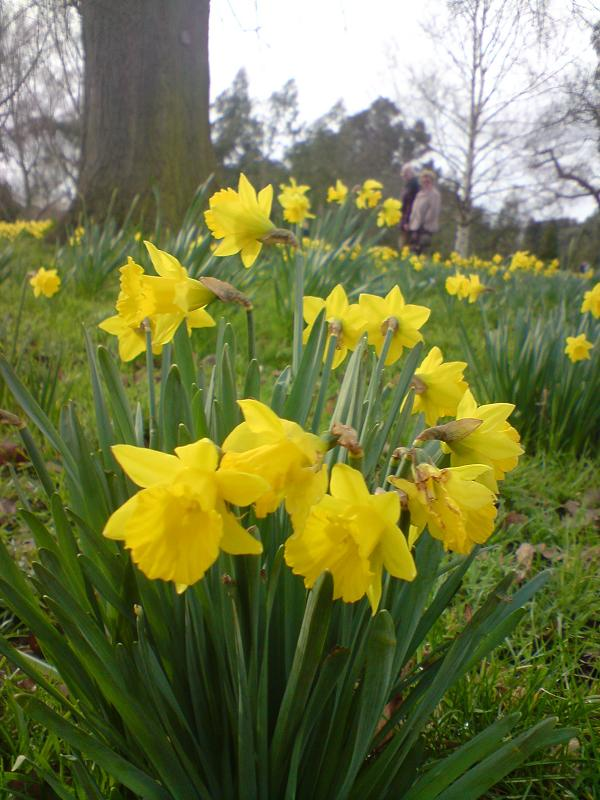
szabadon
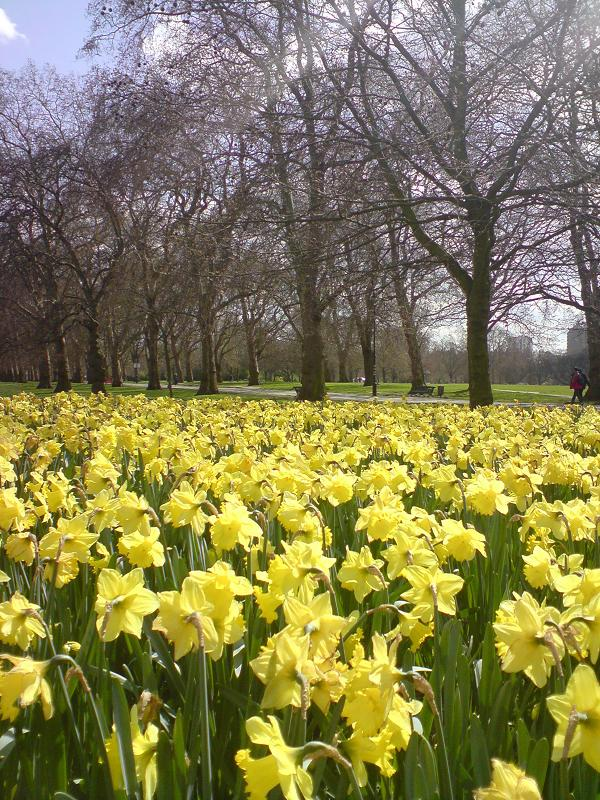
nőve
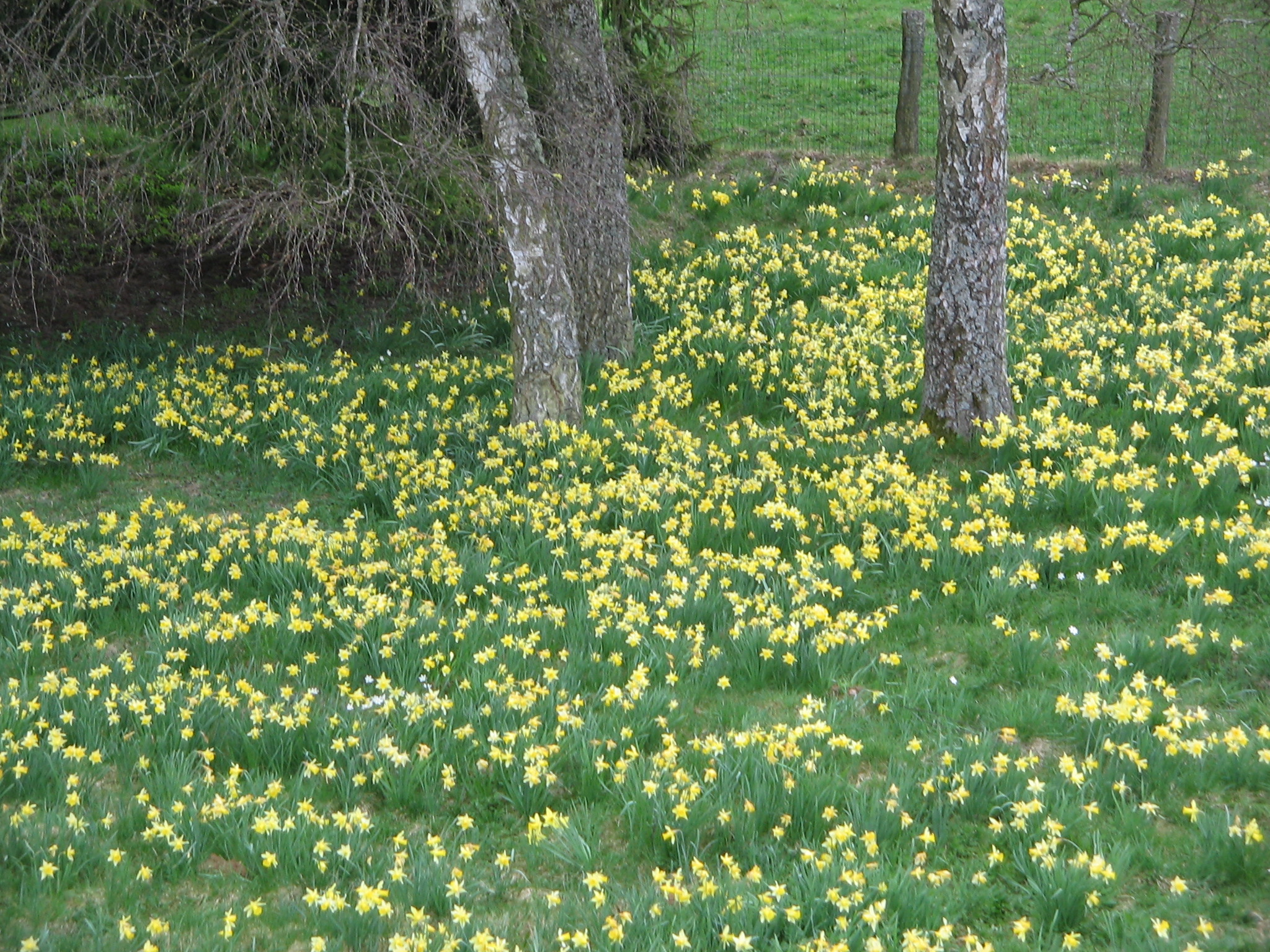
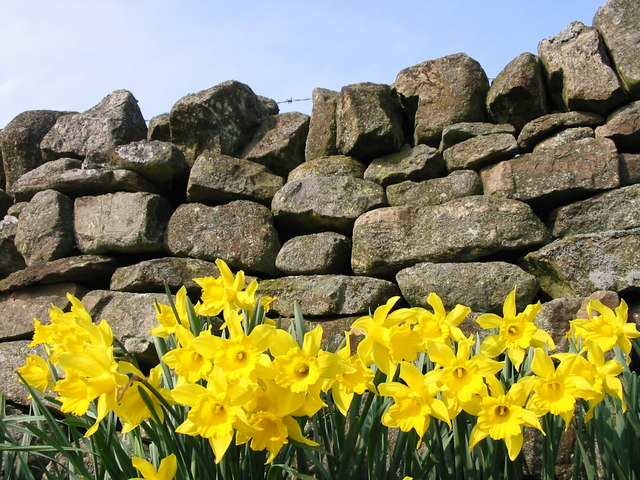
és
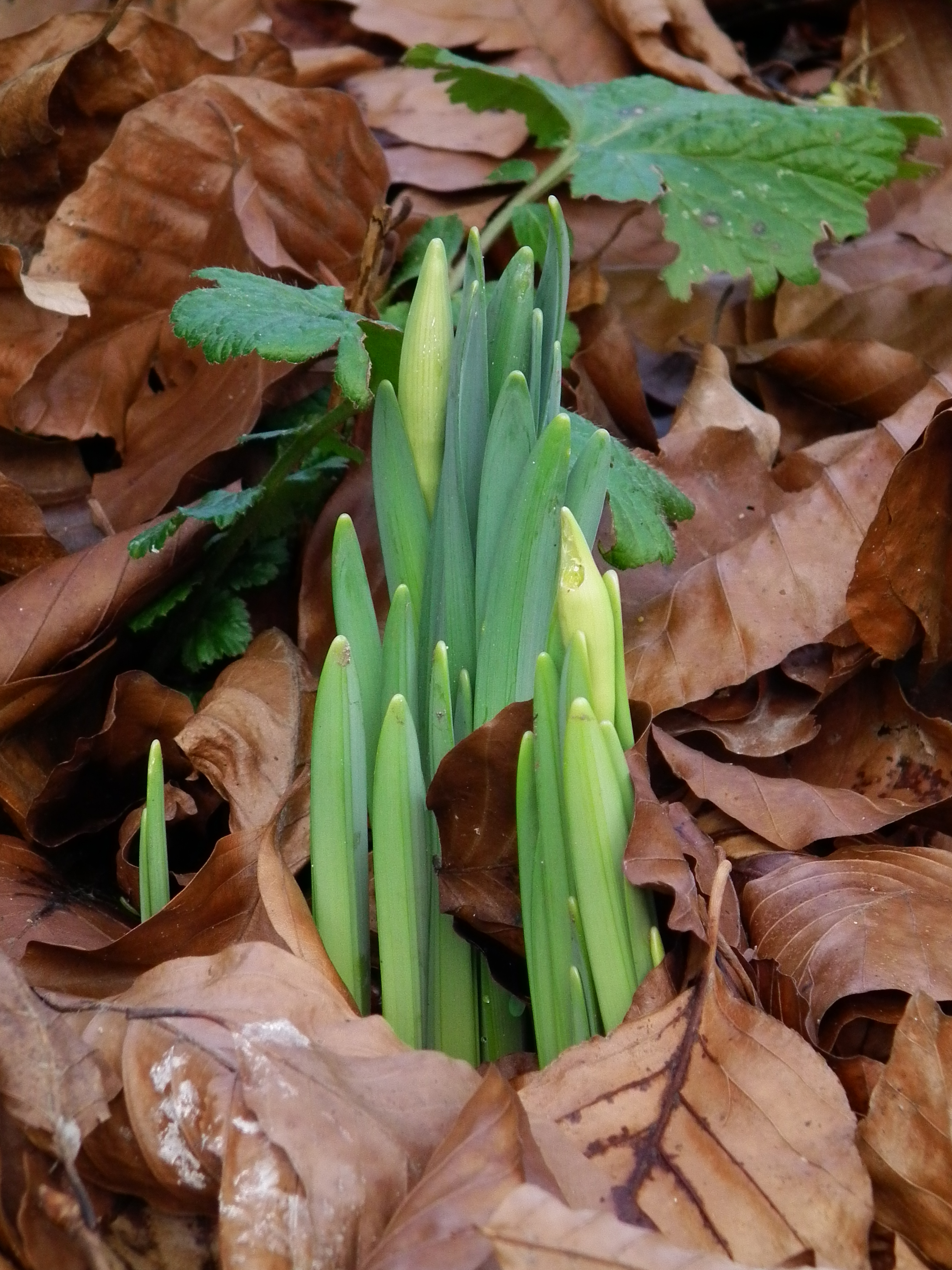
frissen előbújva
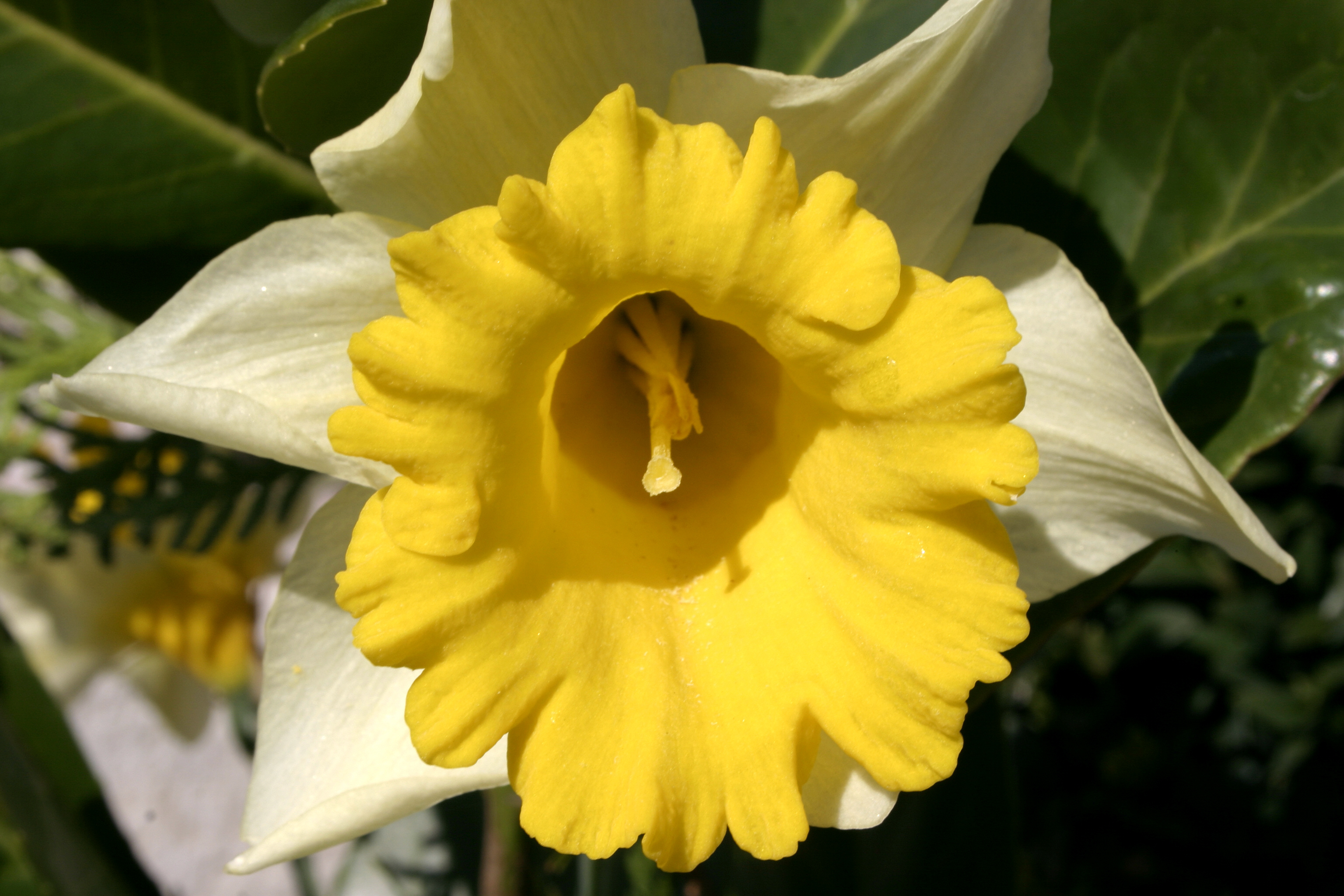
Virága
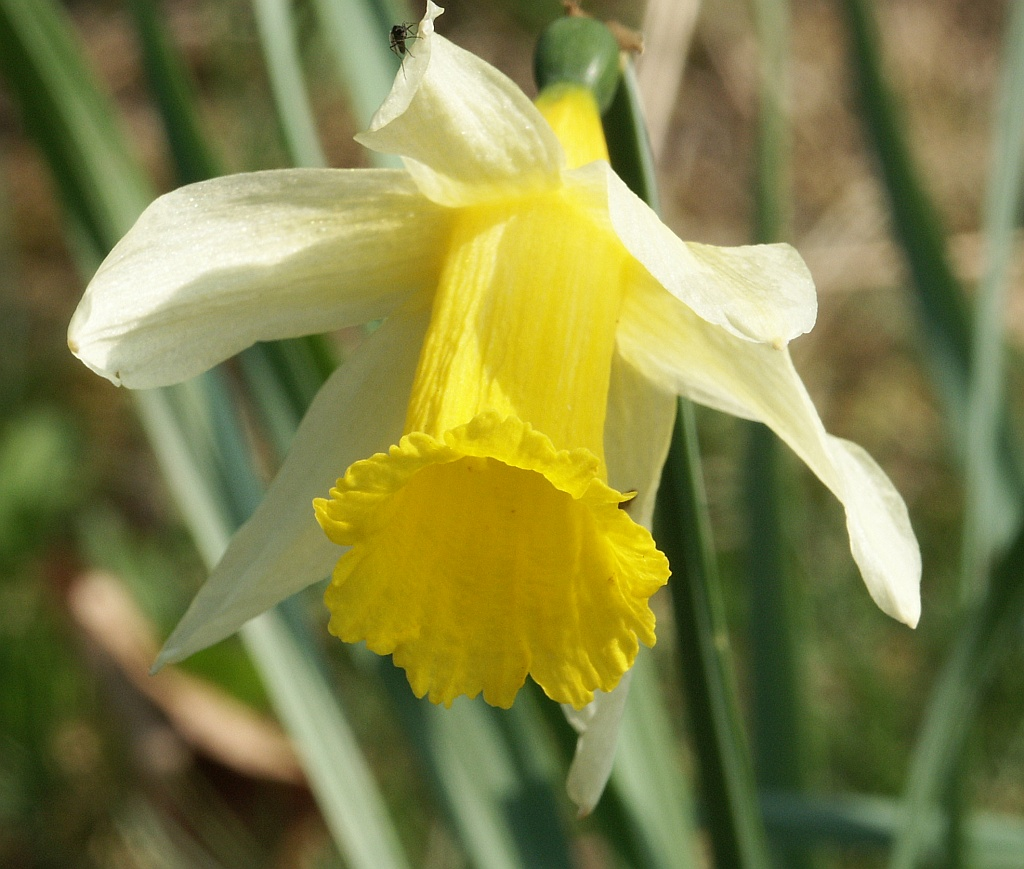
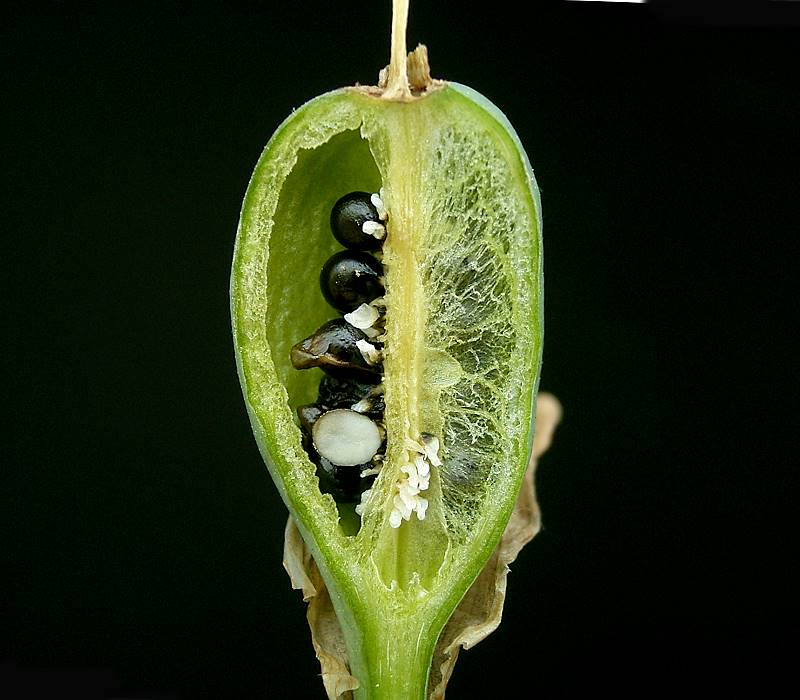
Termésének keresztmetszete
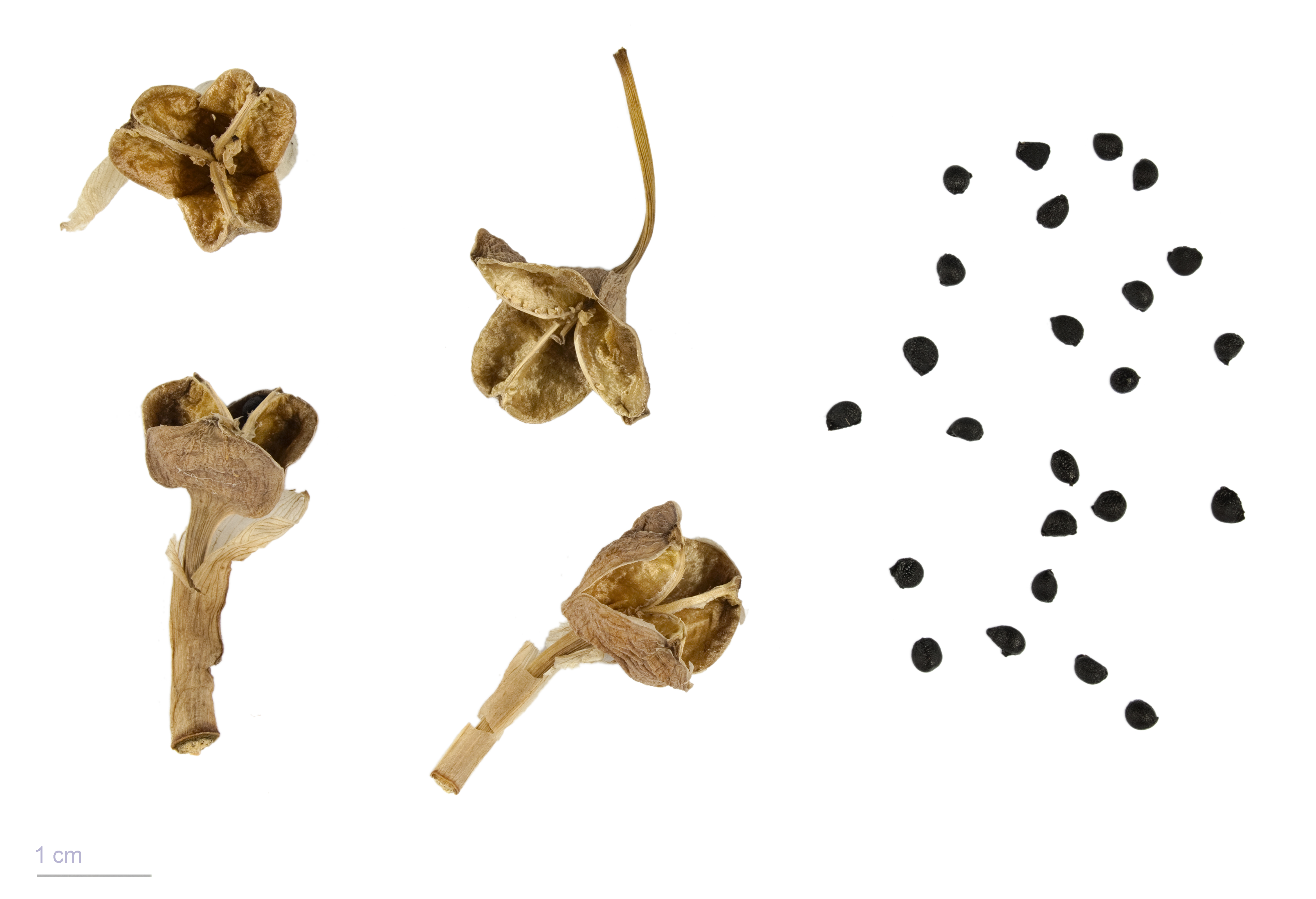
Szárított termések és magvak
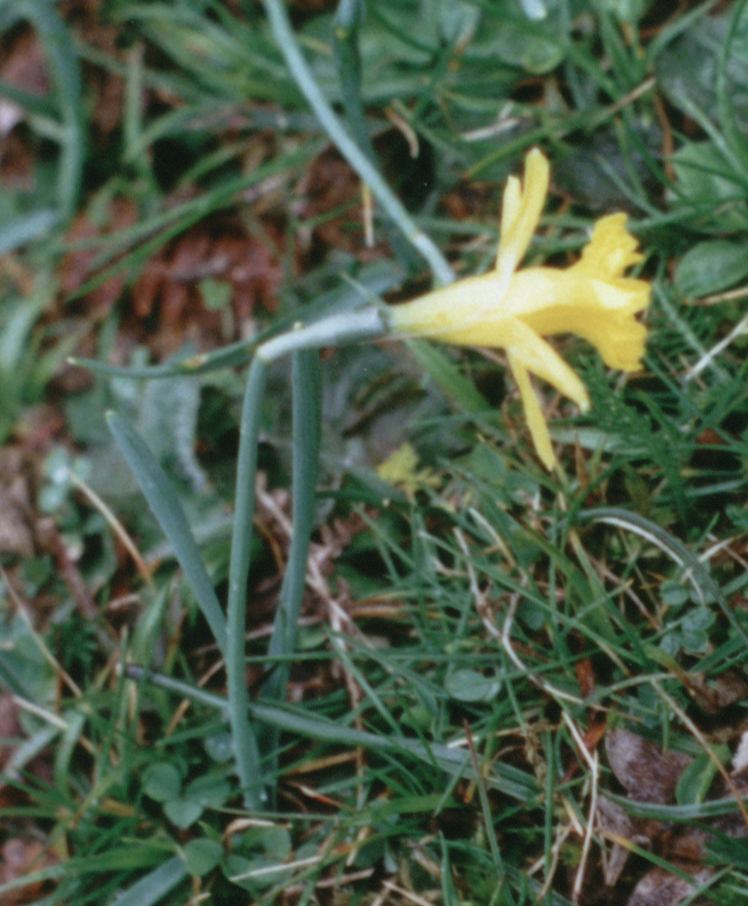
Narcissus pseudonarcissus subsp. minor
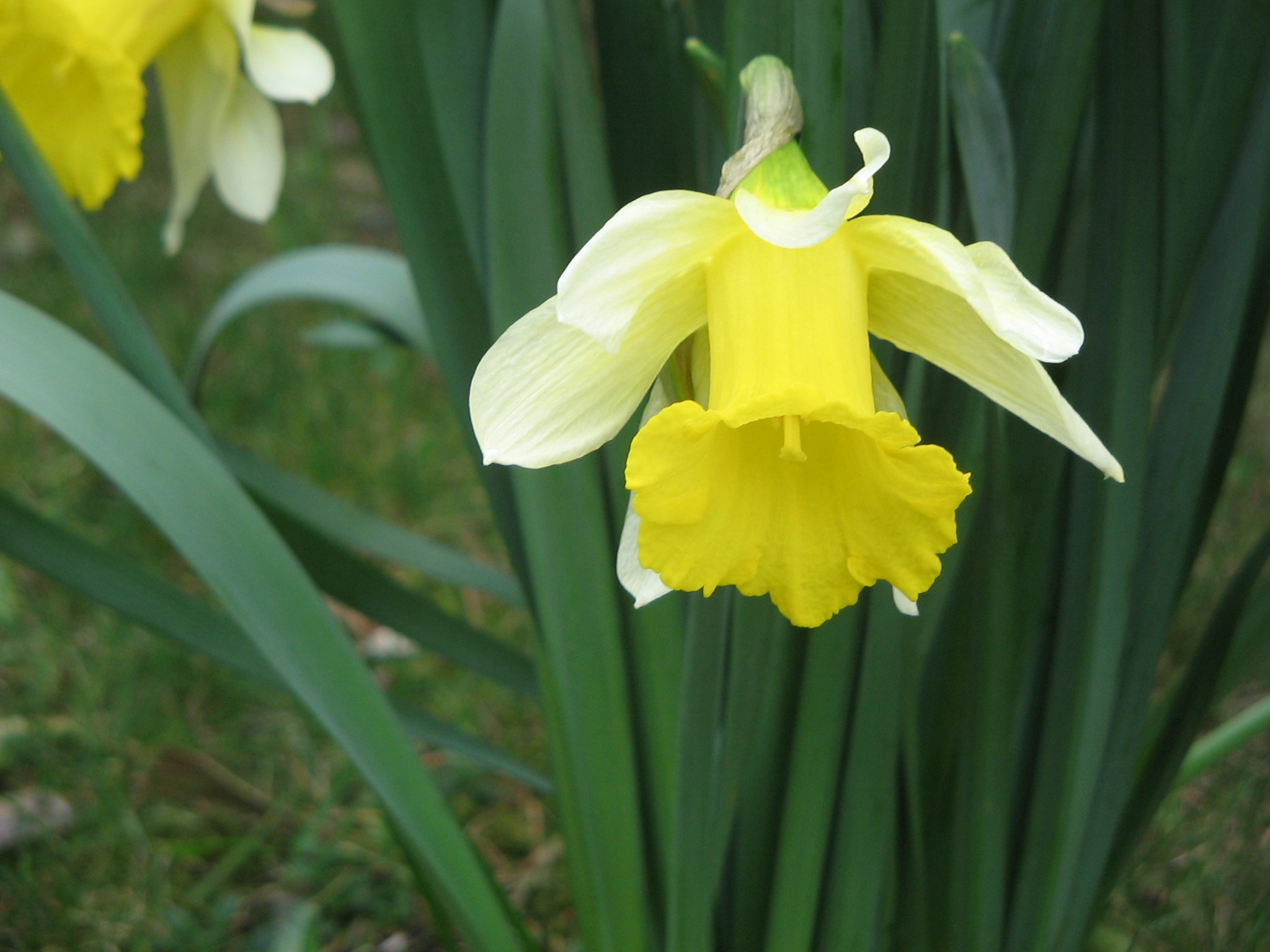
Narcissus pseudonarcissus subsp. nobilis
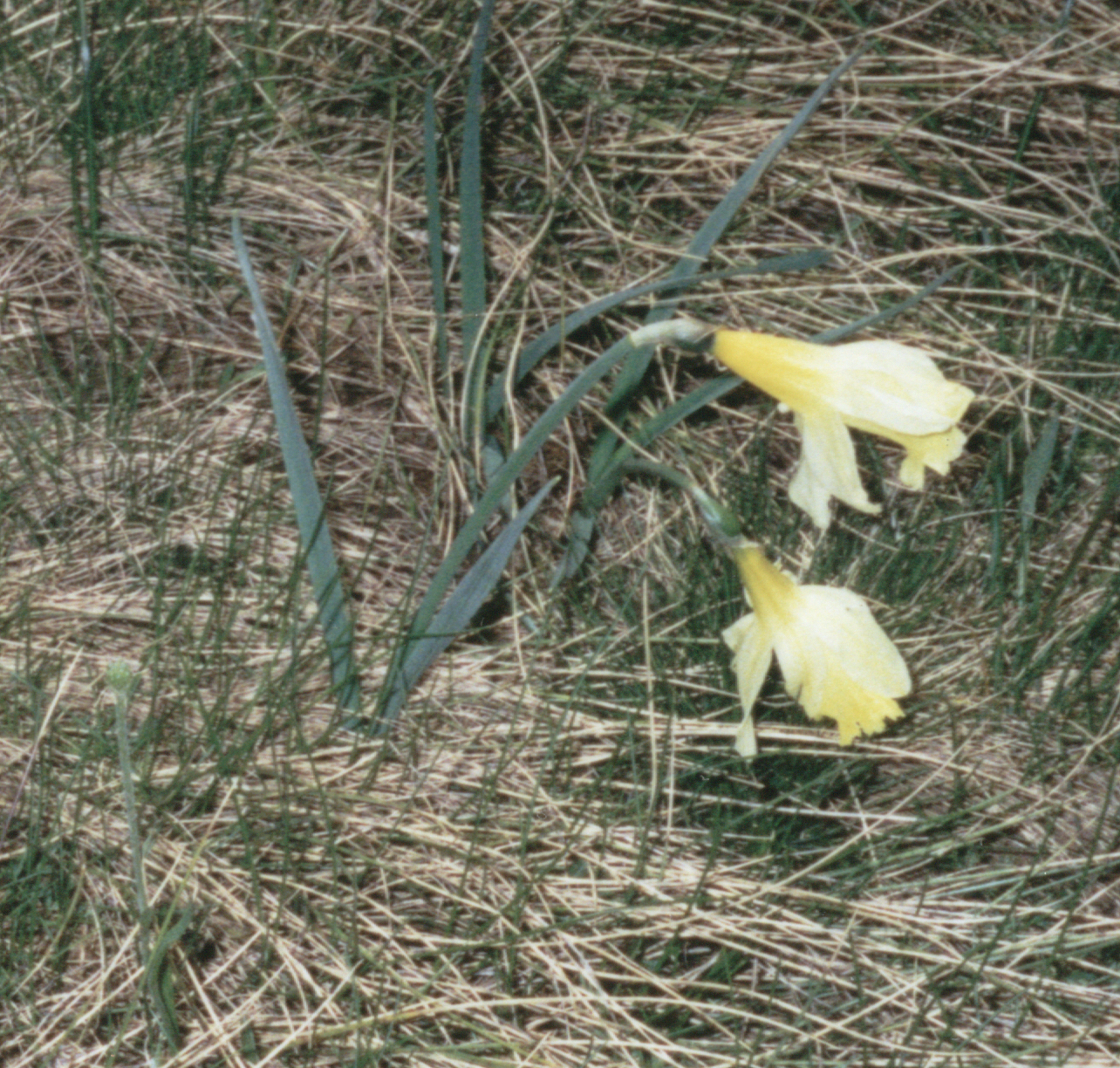
Narcissus pseudonarcissus subsp. pallidiflorus
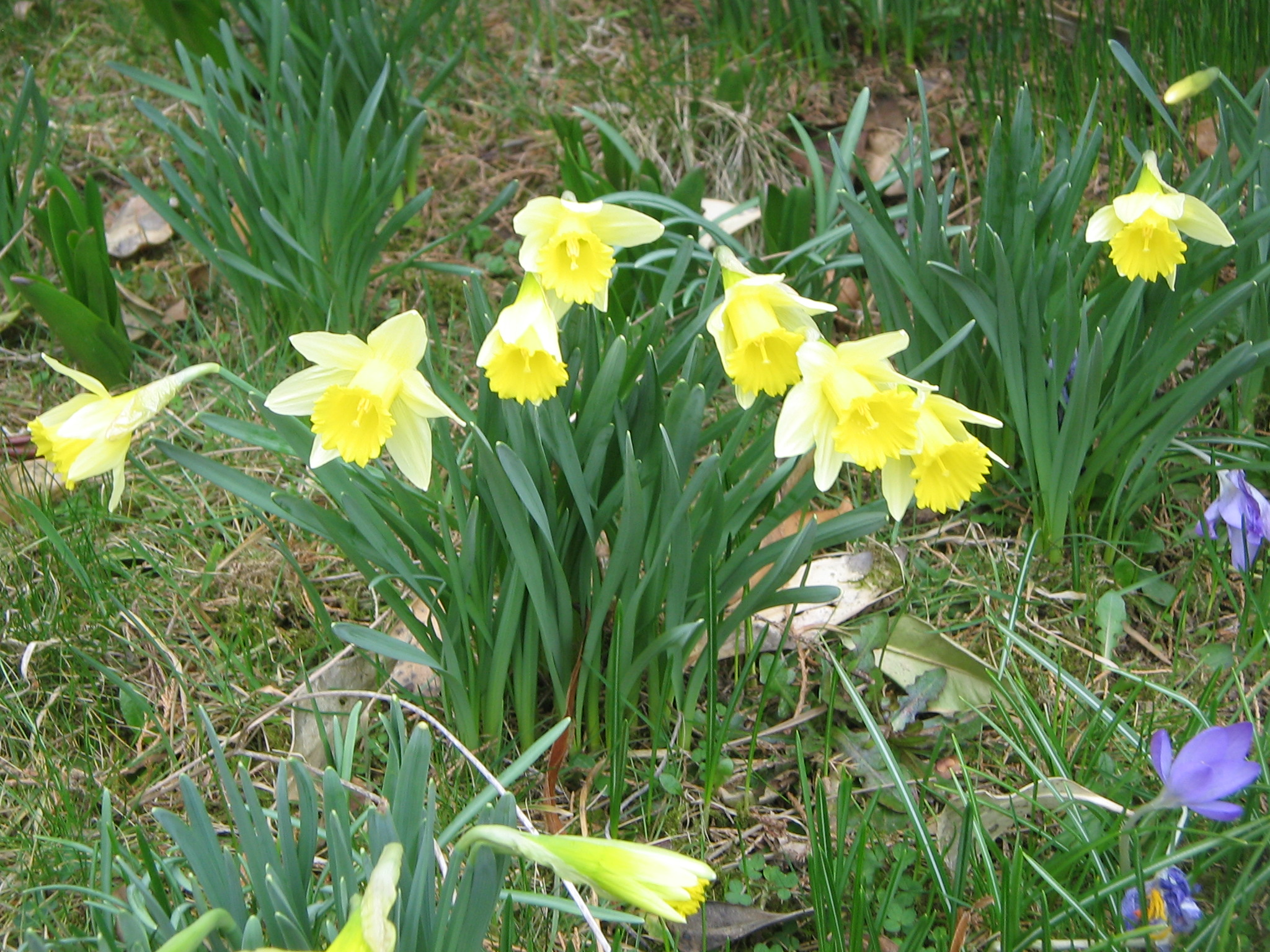
Narcissus pseudonarcissus subsp. pseudonarcissus
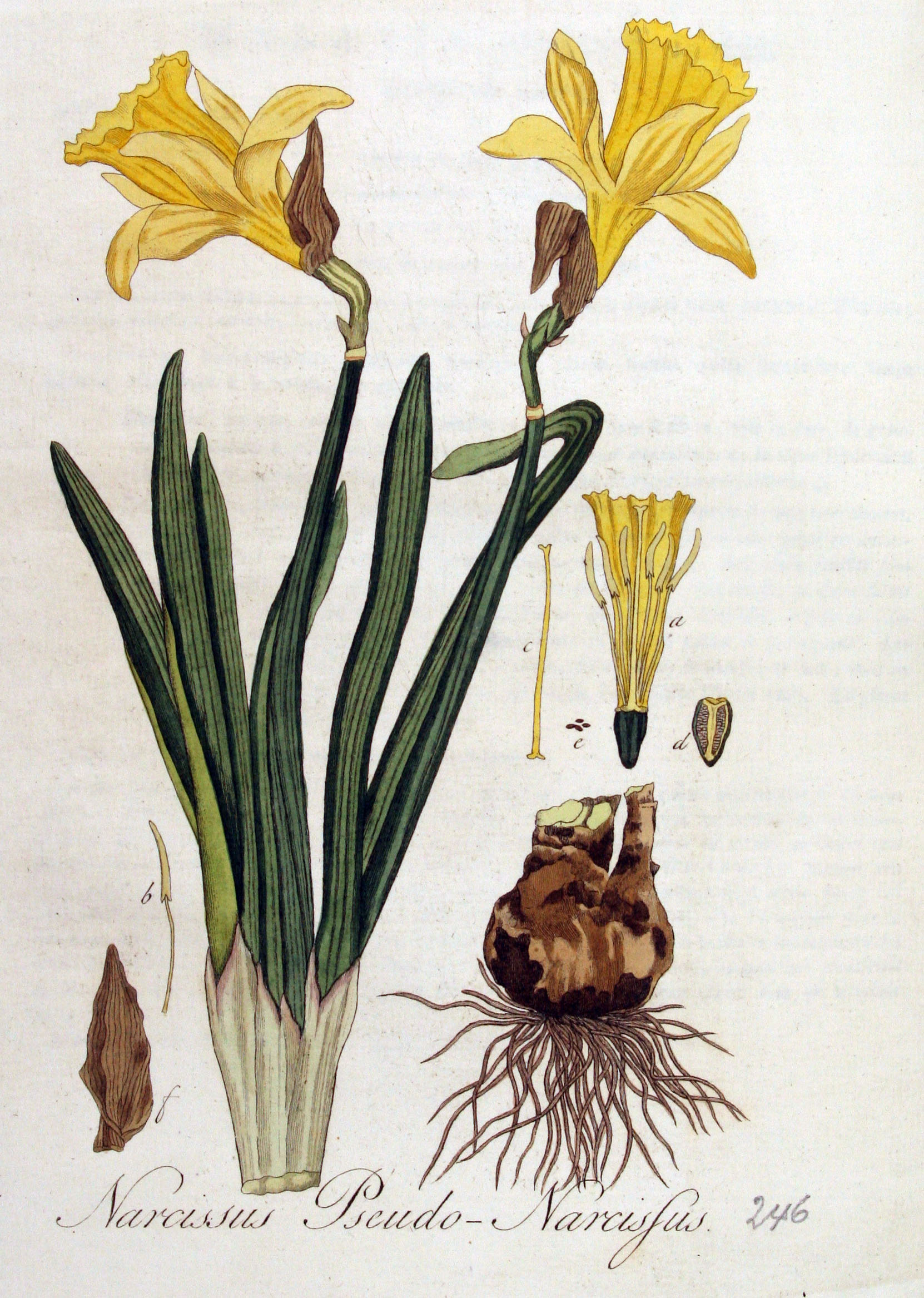
Rajz a növényről

### Fordítás
- Ez a szócikk részben vagy egészben  a   Narcissus pseudonarcissus című angol Wikipédia-szócikk ezen változatának fordításán alapul.  Az eredeti cikk szerkesztőit annak laptörténete sorolja fel. Ez a jelzés csupán a megfogalmazás eredetét és a szerzői jogokat jelzi, nem szolgál a cikkben szereplő információk forrásmegjelöléseként.